# 京山幸枝若 (2代目)
二代目 京山 幸枝若（きょうやま こうしわか、1954年4月1日 - ）は浪曲師。本名∶福本 一光。吉本興業所属、浪曲親友協会会長、重要無形文化財保持者（いわゆる人間国宝）。

## 来歴・人物
兵庫県姫路市出身。初代京山幸枝若と浪曲で三味線の伴奏をする曲師との間に出来た子。母である曲師側に引き取られ興行会社を経営していた曲師の夫が父親代わりとなり二代目幸枝若を育てた。
学生時代の半ばはフォークソングに熱中。浪曲には見向きもしなかったが、友人が持ってきた実の父が口演しているレコードを聞き感動して浪曲の道を志した。デビューした当時から（やはり親子なので）名人幸枝若と声・容姿がソックリな事から人気は上がっていった。しかし、ある日両親から自分の父親が義理の父親であり、本当の父親は自分憧れている幸枝若である事を告げられた。ショックを受けたが「こうなったら父である幸枝若に弟子入りしよう」と1971年に親子として再会してすぐ弟子入りして京山福太郎と名乗った。ある時は厳しい師匠の関係又ある時は親子になって修行時代を過ごした。
1972年10月、兵庫県姫路市のあづみセンターで、初舞台「雷電の生立ち」を読む。
1978年、吉本興業の専属となり、花月の舞台に立つ。
しかし1991年に父親であり師匠であった幸枝若が亡くなる。衰退の一途をたどる浪曲界に一時は諦めを感じたが多くのファンのためにと奮闘し、2004年「京山幸枝若」を襲名して｢二代目京山幸枝若」となった。
2024年7月19日、文化審議会が重要無形文化財保持者（いわゆる人間国宝）に幸枝若を含む6名を認定するよう答申した。同年12月2日、京都市内で認定式が行われ、浪曲界および吉本興業所属芸人からは初の人間国宝認定となった。

## 受賞歴
- 2006年：大阪府知事表彰「芸能文化功労賞」
- 2010年：第75回文化庁芸術祭賞大衆芸能部門大賞[8]
- 2016年：第51回大阪市市民表彰文化功労部門
- 2021年：文化庁芸術祭（大衆芸能部門）大賞
- 2023年：第73回芸術選奨文部科学大臣賞[9][10]
- 2024年：重要無形文化財の保持者（人間国宝）[5]

## 出演
- 笑点（2025年7月20日、日本テレビ）- 演芸コーナー

## 弟子
- 幸いってん
- 京山幸太
- 京山若菜
- 京山幸乃